# Байнассай
Байнассай (каз. Байнассай, до 2007 г. — Новомихайловка) — аул в Мартукском районе Актюбинской области Казахстана. Административный центр Байнассайского сельского округа. Код КАТО — 154653100.

## Население
В 1999 году население аула составляло 868 человек (412 мужчин и 456 женщин). По данным переписи 2009 года, в ауле проживало 469 человек (237 мужчин и 232 женщины).